# Liste der Staatsanwaltschaften in Nordrhein-Westfalen
Diese Liste nennt die Staatsanwaltschaften in Nordrhein-Westfalen.

## Allgemeines

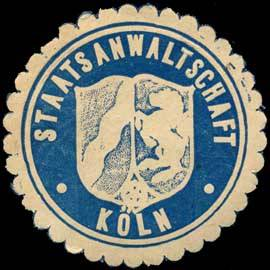
Siegelmarke der Staatsanwaltschaft Köln

Es gibt in Nordrhein-Westfalen drei Generalstaatsanwaltschaften (Düsseldorf, Hamm und Köln) mit 19 nachgelagerten Staatsanwaltschaften. Es besteht daher an jedem Oberlandesgericht eine Generalstaatsanwaltschaft und an jedem Landgericht eine Staatsanwaltschaft (siehe auch die Liste der Gerichte des Landes Nordrhein-Westfalen).

## Geschichte
In Deutschland waren bis zum Ende des HRR Strafverfahren als Inquisitionsprozess organisiert, der Richter war gleichzeitig Ermittlungsbehörde. In der Franzosenzeit wurden in den französisch besetzen Gebieten und Teilen der Rheinbundstaaten die Cinq codes eingeführt. Die enthaltene Strafprozessordnung führte zu einer Einführung von Staatsanwaltschaften. Die Staatsanwälte wurden als Generalprokurator, Oberprokurator oder Staatsprokurator bezeichnet. Auch nach dem Ende der Franzosenzeit blieb das französische Rechtssystem in vielen linksrheinischen Gebieten, darunter der preußischen Rheinprovinz in Kraft. Entsprechend geht die Geschichte der rheinischen Staatsanwaltschaften auf diese Zeit zurück. Im Rest von Preußen blieb es beim alten System. Mit Gesetz vom 3. Januar 1849 wurden in ganz Preußen, also auch in Westfalen, Staatsanwaltschaften geschaffen und zum 1. April 1849 überall in Preußen gebildet.

## Liste aller Staatsanwaltschaften
| Name Landgericht                                                                | Ort Adresse                        | Gebäude | Behördengeschichte | Bild                          |
| ------------------------------------------------------------------------------- | ---------------------------------- | --- | --- | ----------------------------- |
| Staatsanwaltschaft im Bezirk der Generalstaatsanwaltschaft Düsseldorf▼          |                                    | | |                               |
| Staatsanwaltschaft Duisburg Landgericht Duisburg                                | Duisburg Koloniestraße 72 ▼        | Ursprünglich wurde das Gebäude des Schwurgerichtes Wesel bzw. des Landgerichtes Duisburg genutzt. Zum 1. März 1977 wurde das heutige Dienstgebäude an der Koloniestraße bezogen. | 1849 wurde die Staatsanwaltschaft in Wesel eingerichtet und zum 1. Oktober 1874 nach Duisburg verlegt. Es besteht eine Sonderzuständigkeit für Schifffahrtsachen.                                                                                                 | Staatsanwaltschaft Duisburg   |
| Staatsanwaltschaft Düsseldorf Landgericht Düsseldorf                            | Düsseldorf Fritz-Roeber-Straße 2 ▼ | Seit 2002 hat die Staatsanwaltschaft den Sitz im Phoenix-Haus. | 0 | Staatsanwaltschaft Düsseldorf |
| Staatsanwaltschaft Kleve Landgericht Kleve                                      | Kleve ▼                            | 0 | 0 | 0                             |
| Staatsanwaltschaft Krefeld Landgericht Krefeld                                  | Krefeld ▼                          | 0 | 0 | 0                             |
| Staatsanwaltschaft Mönchengladbach Landgericht Mönchengladbach                  | Mönchengladbach ▼                  | 0 | 0 | 0                             |
| Staatsanwaltschaft Wuppertal Landgericht Wuppertal                              | Wuppertal ▼                        | 0 | 0 | Staatsanwaltschaft Wuppertal  |
| Staatsanwaltschaft im Bezirk der Generalstaatsanwaltschaft Hamm▼                |                                    | | |                               |
| Staatsanwaltschaft Arnsberg Landgericht Arnsberg                                | Arnsberg ▼                         | Zeitweise im alten Gebäude der städtischen Sparkasse direkt neben dem Landgericht Arnsberg untergebracht, verfügt die Staatsanwaltschaft seit einigen Jahren über ein Gebäude neben dem Amtsgericht Arnsberg. Zuvor war in dem Gebäude eine Landwirtschaftsschule untergebracht. | In den späten 1950er-Jahren war die Staatsanwaltschaft Arnsberg erstinstanzliche Anklagebehörde gegen die nationalsozialistischen Täter des Massakers im Arnsberger Wald, eines Endphaseverbrechens im Zweiten Weltkrieg mit 208 russischen und polnischen Toten. | Staatsanwaltschaft Arnsberg   |
| Staatsanwaltschaft Bielefeld Landgericht Bielefeld                              | Bielefeld ▼                        | 0 | 0 | 0                             |
| Staatsanwaltschaft Bochum Landgericht Bochum                                    | Bochum ▼                           | 0 | 0 | Staatsanwaltschaft Bochum     |
| Staatsanwaltschaft Detmold Landgericht Detmold                                  | Detmold Heinrich-Drake-Straße 1 ▼  | Das Gebäude der Staatsanwaltschaft in Detmold war früher Lippische Landesspar- und Leihekasse und steht unter Denkmalschutz | 0 | Staatsanwaltschaft Detmold    |
| Staatsanwaltschaft Dortmund Landgericht Dortmund                                | Dortmund ▼                         | 0 | 0 | Staatsanwaltschaft Dortmund   |
| Staatsanwaltschaft Essen Landgericht Essen                                      | Essen ▼                            | 0 | 0 | 0                             |
| Staatsanwaltschaft Hagen Landgericht Hagen                                      | Hagen ▼                            | 0 | 0 | Staatsanwaltschaft Hagen      |
| Staatsanwaltschaft Münster Landgericht Münster +Außenstelle Amtsgericht Bocholt | Münster ▼                          | 0 | 0 | 0                             |
| Staatsanwaltschaft Paderborn Landgericht Paderborn                              | Paderborn ▼                        | 0 | 0 | 0                             |
| Staatsanwaltschaft Siegen Landgericht Siegen                                    | Siegen ▼                           | 0 | 0 | Staatsanwaltschaft Siegen     |
| Staatsanwaltschaft im Bezirk der Generalstaatsanwaltschaft Köln ▼               |                                    | | |                               |
| Staatsanwaltschaft Aachen Landgericht Aachen                                    | Aachen ▼                           | 0 | 0 | Staatsanwaltschaft Aachen     |
| Staatsanwaltschaft Bonn Landgericht Bonn                                        | Bonn, Herbert-Rabius-Straße 3 ▼    | 0 | 0 | 0                             |
| Staatsanwaltschaft Köln Landgericht Köln                                        | Köln Am Justizzentrum 13▼          | Die Staatsanwaltschaft Köln war lange Zeit über mehrere Gebäude im Bereich der Innenstadt von Köln verteilt. So waren Abteilungen in verschiedenen Häusern am Appellhofplatz, am Gürzenich und an der Domglocke wie auch in dem ehemaligen Hotel "Königshof" (später in der Krebgasse) untergebracht. Ab 1984 erfolgte der Bau eines eigenen Gebäudes am Justizzentrum in der Kölner Südstadt, welches seit 1987 Sitz der für Staatsanwaltschaft Köln ist. | Die Staatsanwaltschaft Köln ist Schwerpunktstaatsanwaltschaft für Wirtschaftsstrafsachen | Staatsanwaltschaft Köln       |